# Santo Antônio do Paraíso
Santo Antônio do Paraíso är en kommun i Brasilien.   Den ligger i delstaten Paraná, i den södra delen av landet, 900 km söder om huvudstaden Brasília. Antalet invånare är 2 412.
Omgivningarna runt Santo Antônio do Paraíso är huvudsakligen savann. Runt Santo Antônio do Paraíso är det mycket glesbefolkat, med 5 invånare per kvadratkilometer.